# Hækling
Hækling er en traditionel måde at fremstille tekstiler på. Hækling er en metode til at få et stykke garn til at låse sine egne løkker ved hjælp af en hæklenål, så der dannes et stykke stof. Ordet hækle stammer fra tysk "häkeln".
Hækling kan bruges til fremstilling af trøjer, huer, vanter, håndledsvarmere, halstørklæder og sjaler samt duge og andre boligtekstiler.
Når man skal hækle, skal man bruge en hæklenål i en udvalgt størrelse fra 1-14. Jo mindre tal, desto tyndere hæklenål. Hækling kan desuden foretages med fingrene, men det er mere usædvanligt. Udover nålen skal man bruge garn (på garnet står altid en anbefalet nåltykkelse, der giver bedst resultat). Alle materialer, der kan danne en form for tråd, kan bruges til hækling, men bomuldsgarner er de mest brugte.
Fire grundlæggende former for masker i hækling hedder fastmasker, stangmasker, kædemasker og luftmasker. Når man lærer brugen af disse masker, ligger udfordringen i at eksperimentere med de forskellige slags masker og danne et mønster.
Hækling er formentlig en videreudvikling af broderiteknikken tamburering, men oprindelsen er uvis. Strikkede tekstiler kan spores helt tilbage til 1000-tallet, men de første egentlige beviser for hæklede tekstiler opstår i 1800-tallet. Tidligere eksempler på tekstil som var identificeret som hækling, var normalt fremstillet ved nålebinding.
Den første kendte instruktion, der er udgivet om hækling, og som bruger hækling som et særskilt begreb om denne type håndarbejde, er fra det hollandske tidsskrift Penélopé i 1823. Det inkluderer forskellige farver og viser fem forskellige typer punge eller tasker, hvoraf de tre skulle fremstilles af silketråd.

## Etymologi
Ordet "hækling" kommer af verbet hækle, fra tysk häkeln, afledt af nedertysk hake, til en rod med betydningen 'noget krumt'. Hækling kendes først omtalt i et nederlandsk dameblad i 1824.

## Hæklemasker
Hæklemasker er løkker, som trækkes gennem hinanden med nålen. De fire grundmasker, som beskrives herunder, giver mulighed for utallige variationer og typer af mønstre:
- Luftmasker dannes ved, at garnet trækkes gennem en allerede dannet løkke. Luftmasker bruges til opslagning og grundlag for andre masker og til adskillelse mellem masker.
- Kædemasker dannes ved, at nålen stikkes ned i en maske og føres under garnet, der trækkes tilbage gennem masken og den løkke, der hænger på nålen.
- Fastmasker dannes ved, at nålen stikkes ned i en maske, garnet trækkes tilbage gennem masken, snos om nålen og trækkes igennem de to løkker på nålen.
- Stangmasker dannes ved, at garnet slås om nålen, som stikkes ned i en maske, hvorefter garnet trækkes igennem masken. Derefter slås garnet igen om nålen og trækkes gennem de to første løkker på nålen, garnet slås en gang til om nålen og trækkes igennem de sidste to løkker på nålen.

Man kan hækle frem og tilbage i rækker, rundt i afsluttede cirkler eller firkanter, i spiraler eller tredimensionalt. Et hæklet tekstil er mindre elastisk og ofte også mere kompakt end strik, og der går som hovedregel mere garn til et hæklet stykke tekstil end et tilsvarende strikket. Man hækler primært i hånden, og egentlige industrielle hæklemaskiner bruges ikke.
Gimpning og tunesisk hækling, også kaldet hakning eller strikkehækling, er andre typer af hækling, hvor man anvender andre redskaber end den almindelige hæklenål.

## Hvad har man hæklet?
Hækling er i vid udstrækning blevet brugt til alle typer af beklædning og boligtekstiler, især før masseproduktion i tekstilfremstillingen for alvor slog igennem efter 2. verdenskrig og gjorde tekstiler billige.
Klassiske hæklede tekstiler er tæpper i oldemorfirkanter, grydelapper, håndklæder, vaskeklude og en lang række andre brugstekstiler som tasker, punge og poser. Desuden har man i vidt omfang hæklet beklædningsgenstande til hverdagsbrug såsom børnetøj, nederdele, bluser og veste. Men mest elsket og værdsat har måske været blonder og mellemværk i fint, ofte hvidt bomulds- eller hørgarn. De blev i stor udstrækning brugt til pynt på sengetøj i middel- og overklassens hjem fra omkring midten af 1800-tallet, og frem til de går af mode efter 2. verdenskrig. Med til borgerhjemmets udstyr hørte også hæklede lyseduge, løbere og bordskånere, som skulle beskytte de polerede møbler af mahogni, samtidig med at de pyntede. I samme periode var det også meget populært at hækle blonder, som blev brugt til kraver, fine huer, manchetter og undertøj.

## Hæklingens udbredelse og popularitet
Hæklingens udvikling og popularitet i 1800-tallet kædes ofte sammen med ønsket om at finde billigere afløsere for de dyre syede og Kniplingkniplede blonder, der var værdsatte i datidens mode.
En anden grund til hæklingens hurtige udbredelse i Europa skyldes formentlig også udbredelsen af mønsterbøger og opskrifter i blade og magasiner. Specielt i Tyskland kom der i løbet af 1840’erne en strøm af hæklebøger. Den først kendte omtale af hækling er fra 1824 og findes i det nederlandske dameblad ”Penelope”. Den første danske hæklebog er fra 1847.
En tredje årsag til hæklingens hurtige udbredelse kan tilskrives samarbejdet mellem forskellige garnfirmaer på den ene side og forfattere og udgivere på den anden. Mest kendt er nok samarbejdet mellem den østrigske designer og forfatter Thérèse de Dillmont (1846-90) og det franske garnfirma DMC. Dillmont udgav et håndarbejdsleksikon i 1884. Det blev hurtigt oversat til de europæiske hovedsprog, hvorved det samlede oplag kom op på flere millioner eksemplarer, og det er stadig i handlen. Nogle af leksikonets modeller stammer fra museer og private samlinger, mens andre er designet af Dillmont eller hendes elever i et forsøg på at indfange tidsånden og inspirere den moderne håndarbejdsudøver. DMC havde allerede på daværende tidspunkt et stort udvalg af farver og kvalitetsgarner, og de passede med de garner, som Dillmonts modeller krævede. Samarbejdet gjorde både Dillmont og DMC berømte.
Hæklingens popularitet blev så stor, at den blandt andet i Danmark i 1890’erne mødte negativ kritik i husflidskredse. I de danske husflidsforeninger arbejdede man for at komme nøden i de lavere samfundslag til livs og samtidig for at fremme det oprindelige danske håndværk. Derfor fandt man det vigtigere at lære de unge piger teknikker som stopning, lapning og vævning end at lære dem at hækle. Hækling betegnedes som ”luksusarbejde”, og i prøjsiske skoler forbød man ligefrem undervisning i hækling i perioden omkring år 1900. Så langt kom det ikke i Danmark, og de kræfter, der modarbejdede hækleundervisning, blev grundigt sat på plads af hæklingens fortalere og måske også af hæklingen i sig selv. Man kan sige, at det var den fjerde årsag til hæklingens store udbredelse: Den havde vundet de hæklendes hjerter.

## Irsk hækling
Irland og begrebet irsk hækling udgør et helt særligt kapitel i hæklingens historie. I 1840’erne opstod der alvorlig hungersnød i Irland på grund af en kartoffelsygdom. En af de aktiviteter, der blev igangsat for at hjælpe folk til en beskeden indkomst og måske overlevelse, var hækling. Man oprettede skoler, hvor kvinder og børn kunne lære at hækle, og man udviklede modeller, som man kunne hækle til videresalg. Irsk hækling, som også kaldes guipure-hækling, udviklede sig til et forfinet og internationalt anerkendt kunsthåndværk. Det karakteristiske ved denne teknik er tredimensionale blomster og bladformer, der forbindes med fine net eller bunde. Disse net eller bunde kaldes også ajour-hækling. Tidens mode var som nævnt til pynt og blonder, og Europas modehuse tog den irske hækling til sig og understøttede den frem til begyndelsen af 1900-tallet, hvor interessen dalede.

## Hækling i nyere tid
I 1960’erne fik hækling nyt liv efter en forholdsvis stille periode siden 2. verdenskrig. Man begyndte at hækle frie former, relieffer og rumlige figurer i alle tænkelige materialer såsom metaltråd, plastik og sisal, og hækling blev et kunstnerisk udtryksmiddel.
I nutiden er hækling på linje med strikning også blevet en livsstil og meget udbredt via internettet. Modeluner og ideer spredes hurtigt ad den vej. Et godt eksempel på det er den japanske tradition amigurumi. En amigurumi er en lille, oftest hæklet (kan også være strikket) figur, der siges at bringe lykke. Fra omkring 2005 og frem blev det meget populært at hækle amigurumi-figurer i Vesten. Og måske var de små figurer ligefrem årsagen til, at rigtig mange unge lærte sig at hækle. I hvert fald er hækling igen blevet meget populært ikke mindst blandt yngre mennesker.
Den hurtige udveksling af viden har også føjet nye æstetiske udtryk til hæklingens udvikling, og hækling som kunstnerisk udtryksform har ligeledes fået en opblomstring i begyndelsen af 2020'erne.

## Billedgalleri
- Tegning af hækling fra Pearson Scott Foresman
- Hæklenåle
- Hækling af kunstværket "Home – the terrible beauty of unbelonging" af Suada Demirović
- Hæklet Granny Square
- Nærbillede af hæklet borddug
- Hæklet tæppe af plantefarvet garn